# Американцы самоанского происхождения
Американцы самоанского происхождения (англ. Samoan Americans) — жители США, происходящие из Самоа. В американской статистике их расовая принадлежность обозначается, как «тихоокеанские островитяне», они являются второй группой в этой категории, после коренных гавайцев.
В настоящее время полинезийский архипелаг Самоа (3030 квадратных километров) разделён на две неравные части: зависимую от США (но не входящую в их состав) неинкорпорированную территорию Американское Самоа (с 1900 года) и Независимое Государство Самоа (отделившееся от Новой Зеландии в 1962 году). Также, как и гавайцы, самоанцы в XX веке мигрировали в основную часть США для работы сельскохозяйственными и заводскими рабочими.

## Численность населения
Согласно переписи населения 2010 года, в США проживает 184 440 лиц самоанского происхождения, что сопоставимо с населением Независимого Самоа (179 тыс. чел. на 2009 год). Однако, самоанцы остаются одной из самых малочисленных национальных диаспор США (около 0,06 % населения).
Крупнейшим самоанским центром в США является Гонолулу, штат Гавайи, в основной же (континентальной) части страны — Лонг Бич, Калифорния. Заметные самоанские общины находятся в Калифорнии, штате Вашингтон, Юте и Аляске. Одна треть американских самоанцев проживают в Калифорнии.

## Религия
Также, как и их соплеменники на родине, американские самоанцы весьма расколоты в религиозном плане. Среди них имеются как приверженцы римско-католической церкви, так и различных протестантских течений, в частности, методисты и мормоны.

## Культура и спорт
Самоанцы заметны в спорте, в частности, в американском футболе (этот вид спорта весьма популярен на Самоа). В НФЛ насчитывается 32 игрока самоанского происхождения, что очень сильно превышает их долю в населении страны в целом. Уроженец Американского Самоа Джером Каино — регбист, который выступает за сборную Новой Зеландии (второй в истории уроженец Американского Самоа, который попал в сборную Новой Зеландии); двукратный чемпион мира по регби (2011 и 2015).
Самоанское происхождение (по матери) имеет известный рестлер и актер Дуэйн «Скала» Джонсон.